# آسلاگ ۹۶۲
سیارک ۹۶۲ (به انگلیسی: 962 Aslog، نامگذاری:1921KP) نهصد و شصت و دومین سیارک کشف شده‌است که در ۲۵ اکتبر ۱۹۲۱ و در هایدلبرگ کشف شد.
قدر مطلق سیارک برابر ۱۱٫۵۲ است.